# Подзалукі
Подзалукі (пол. Podzałuki) — село в Польщі, у гміні Ґрудек Білостоцького повіту Підляського воєводства.
Населення — 23 особи (2011).
У 1975-1998 роках село належало до Білостоцького воєводства.

## Демографія
Демографічна структура станом на 31 березня 2011 року:
|          | Загалом | Допрацездатний вік | Працездатний вік | Постпрацездатний вік |
| -------- | ------- | ------------------ | ---------------- | -------------------- |
| Чоловіки | 15      | 2                  | 11               | 2                    |
| Жінки    | 8       | 0                  | 3                | 5                    |
| Разом    | 23      | 2                  | 14               | 7                    |